# Simon Hradecky
Simon Hradecky (phonetisch [ˈraː.dɛt.ski], geb. 25. April 1962 in Salzburg) ist ein österreichischer Software-Entwickler und Flugsicherheitsexperte. Er ist Gründer und Herausgeber von Aviation Herald, einer englischsprachigen Website, die sich auf die Berichterstattung über sicherheitsrelevante Ereignisse in der kommerziellen Luftfahrt spezialisiert hat.

## Leben
Hradecky studierte technische Mathematik (Studienzweig Informatik) und Elektrotechnik an der Technischen Universität Graz. 1985 gründete er sein eigenes Unternehmen. Seitdem ist er selbstständig als Softwareentwickler im technischen Bereich u. a. für Flugsimulatoren und als Fachjournalist im Bereich Luftfahrt, Luftfahrtsicherheitsanalyst Informationsanbieter und Dokumentar im Luftfahrtbereich tätig.

## Aviation Herald
Im April 2008 gründete Hradecky die Online-Plattform Aviation Herald (AVH), die am 12. Mai 2008 online ging. Seitdem erschienen über 31.900 Einzel-Artikel zu sicherheitsrelevanten Ereignissen aus der kommerziellen Luftfahrt. Ergänzend werden jeweils Aktualisierungen und Hintergrundrecherchen mit Abschlussberichten der Behörden produziert und publiziert. Die Datenerfassung erfolgt auch retrospektiv seit dem 23. März 1994. Im Jahr 2014 wurde die App AV Herald aufgesetzt. Die Seite und die App erreichen 1–4 Millionen Besucher pro Monat, je nach Aktualität von Ereignissen. Nach dem Absturz der Air India 787 im Juni 2025 (siehe Air India 171), erreichte die Seite bis zu 17 Millionen anfragen pro Tag. Dies führte zu erheblichen Serverproblemen. Aufgrund ihrer Detailtiefe und Aktualität wird sie regelmäßig von internationalen Medien zitiert. Der AVHerald deckte durch Hintergrundrecherchen in der Vergangenheit zudem bereits Sicherheitsdefizite und verschwiegene Unfälle in der Luftfahrt auf. Die Plattform ist um Neutralität und Fakten bemüht, editorielle Kommentare werden deutlich gekennzeichnet.
Kritik erntete Hradecky vor allem durch seine Berichterstattung über den Absturz des Azerbaijan-Airlines-Fluges 8243. Er traute offiziellen Aussagen der Pressestellen Russlands und Kasachstans nicht. Schon früh spekulierte er jedoch über einen später bestätigten Abschuss. Des Weiteren brachte seine Meinungsäußerung zu den Abstürzen der Germanwings und der Air India Maschinen Kritik gegen Hradecky ein. Er zweifelt bei beiden Unfällen am Pilotensuizid und geht von einem technischen Defekt aus. Letzterer Unfall verfügt noch über keinen offiziellen Ursachenbericht.

## Hintergrundrecherche Spirit A319 in Boston

### Fume-Event und ungeklärter Tod eines Piloten
Durch den Bericht in AVH über einen Fume-Event in Boston am 17. Juli 2015 und eine vollständig fehlende administrative Reaktion sowohl von der Federal Aviation Administration (FAA) als auch vom National Transportation Safety Board (NTSB) betrieb Hradecky eine eigenen Recherche zu dem Fall: Fume-Events waren schon öfter seit ihrer ersten Erwähnung 1955 Gegenstand von Kontroversen und hatten in der Vergangenheit bereits zu mehreren kritischen Situationen in der zivilen Luftfahrt mit (annähernder) Bewusstlosigkeit und Reaktionsunfähigkeit (Incapacitation) von Piloten geführt. Schon 1983 beschreibt ein weiterer US-Airforce Arzt Smoke and Fumes in the Cockpit als Gefahr für die Flugsicherheit. Zunächst in Australien hatten entsprechende Vorkommnisse in der zivilen Luftfahrt mit einem bestimmten Flugzeugtyp, der BAe 146, zu wissenschaftlicher und administrativer Aufmerksamkeit geführt. Schon 2017 hatte sich auch die WHO des Themas angenommen und publiziert auf ihrer Seite entsprechendes Material. Unter anderem wurde auch über schwere allergische Reaktionen der Luftwege berichtet.
Fume-Events entstehen durch akute oder kontinuierliche chemische Kontamination von Kabinen- oder Cockpit-Luft bei der Aufarbeitung der Atemluft, wie Studien der letzten 10 Jahre und Handlungsanweisungen von internationalen Aufsichtsbehörden und Flugzeugherstellern dokumentieren. Damit haben diese Ereignisse die Möglichkeit, Ursache nicht nur schwerer gesundheitlicher Störungen, sondern auch schwerer Störungen in der Luftfahrt zu sein. Seit 2017 finden daher unter anderem 2-jährlich spezifische Internationale Konferenzen in London zum Thema „Aircraft Cabin Air“ statt. Damit hat das Phänomen dezidierte wissenschaftliche Aufmerksamkeit und Anerkennung gefunden. Deutsche Gerichte, darunter das Bundessozialgericht (Urteil vom 7. Juli 2016, Az, S. 68 U 637/13), das Arbeitsgericht Köln (Urteil vom 10. Oktober 2018, Az. 7 Ca 3099/17 und 7 Ca 3743/17) sowie das Sozialgericht Gießen (Urteil vom 13. Dezember 2017, Az, S. 1 U 6115), erkennen an, dass sogenannte Fume Events in Flugzeugen potenziell gesundheitsrelevant sein können, fordern jedoch den Vollbeweis einer konkreten Schädigung. Zuletzt 2024 bleibt aber die zuständige Berufsgenossenschaft Verkehr skeptisch gegenüber diesen Ereignissen bezüglich ihrer Rolle als Ursache für verursachte Gesundheitsstörungen, bestätigt aber gleichwohl die Anerkennung von „Unfällen nach Fume- and Smell-Events als Arbeitsunfall“. Flugzeugtypen wie die 787 von Boeing mit neuen Triebwerkstypen verwenden inzwischen keine Zapfluft für die Kabinenbelüftung, sondern werden von speziellen Klimaanlagen mit Kompressoren belüftet, sodass hiermit die Ursache für das aeorotoxische Syndrom im wissenschaftlichen Sinn ausgeschlossen sein müsste. Hierfür müssten jetzt kontrollierte Studien das objektive Verschwinden von solchen Ereignissen nachweisen können. Diese Daten stehen aber heute (2025) noch aus.
Die Recherche von Hradecky in seinem AVH-Archiv erbrachte den Nachweis einer Vielzahl ähnlicher Fälle von Geruchs-Ereignissen mit Intoxikationen in der zivilen Luftfahrt. Überraschend die relevanten Diskrepanzen zwischen offiziellen Zahlen und berichteten aber nicht registrierten oder nicht referenzierten Fällen. In dem speziellen Fall war es bei der Cockpit-Besatzung zu einem Fume-Event gekommen, mit akuten schweren neurologischen und funktionellen Beeinträchtigungen: Der Copilot konnte sich selber und den Captain mit der Sauerstoffmaske versehen und den Landevorgang erfolgreich und sicher zu Ende bringen. Nach einer kurzfristigen intoxikationsbedingten Krankheitsphase beider Piloten begannen beide wieder mit ihren Dienstgeschäften. Der Kapitän wurde zunehmend auffällig in Verhalten und zeigt neurologische Fehlfunktionen, bis er zuletzt durch eine solche Fehlfunktion in einer Hotellobby einen Polizeieinsatz auslöste, in dessen Folge er nach Reanimationsbemühungen verstarb. Die Todesart auf der Todesbescheinigung lautete auf „undetermined“ und „unknown if external factors caused or contributed to death“. Der Rechtsmediziner fand bei seiner Untersuchung zur Klärung von polizeilicher Gewaltanwendung als Ursache für den Tod „mikroskopische Zeichen eines frischen Herzinfarktes“. Weitere pathologische Untersuchungen zu anderen Ursachen des Herzinfarktes wurden nicht durchgeführt, obwohl das Fume Event bekannt war und dieses durchaus auch Effekte auf die Herzmuskulatur haben kann, wie diverse ältere und aktuelle Studien beweisen: Auch können mit speziellen Markern Neurodegenerationen durch kontaminierte Cockpitluft bei verstorbenen Piloten nachgewiesen werden.

## Unfallanalyse Germanwings 9525

### Kritik am Schlussbericht der französischen BEA
Im Rahmen seiner Aviation-Herald-Publikationen und konkret nach externen Hinweisen bezüglich der eingeschränkten Funktionsfähigkeit des Cockpittür-Keypad wurde Hradecky aufmerksam auf Widersprüche in den Ermittlungen und dem Abschlussbericht der Französischen Flugunfalluntersuchung (BEA) zum Germanwings 9525 Absturz. Besonderer Schwerpunkt von Hradeckys Untersuchungen lag auf der Vernachlässigung von Ermittlungen zu möglichen technischen Fehlern.
Ein weiterer Kritikpunkt war die sehr frühzeitige dezidierte Festlegung der Staatsanwalts von Marseille während einer ersten Pressekonferenz auf einen erweiterten Selbstmord des Copiloten Andreas Lubitz, obwohl bis zu diesem Zeitpunkt die Ermittlungen noch gar nicht begonnen hatten und der Flugschreiber noch gar nicht auf dem Trümmerfeld gefunden war.
Mit der Analyse von Hradecky, die er in seinem 2025 erschienenen Buch darlegt, wurde vor allem die offizielle Unfallanalyse kritisiert. Unter anderem kritisierte Hradecky:
- Das definitiv publizierte Transkript des Flugschreibers enthält keinen Hinweis auf eine Bitte um Öffnen des Cockpits.
- Das Transkript des Cockpit-Voice-Recorders verzeichnet kein Klick-Geräusch der Höheneingabe zum Beginn der Verringerung der Flughöhe.
- Das Transkript bestätigt für die Cockpit-Kommunikation die Mikrofonzuordnung nach regulärem Schaltplan für den Airbus A320 für den Piloten in Sitz 1, den Copiloten in Sitz 2, damit wäre der Pilot auf 1 (links) alleine bis zum Aufschlag im Cockpit verblieben. Die Stimme auf 2 verließ nachweislich der Aufzeichnung das Cockpit.
- Die Untersucher der BEA bestätigen den Nachweis regelmäßiger Atemgeräusche von deutlich erhöhter Frequenz (Tachypnoe), ohne dies als möglichen Hinweis auf einen schweren organischen oder funktionellen Erkrankungszustand mit möglichem Bewusstseinsverlust des betroffenen Piloten zu werten oder diesem Verdacht überhaupt nachzugehen.
- Es wurden keine Human-Factors-Experten im Rahmen der Ermittlung hinzugezogen, obwohl eine Vielzahl von Befunden deren Expertise erforderte: Hierzu gehört die Stimmenanalyse und -zuordnung aus dem Cockpit, pathologische Atemgeräusche im CVR, Bewusstseinszustand des Piloten im Cockpit, mechanisch-manuelle Fähigkeiten eines Piloten zur präzisen Verstellung der Flughöhe.
- Im Aufschlagkrater sind nur Gewebeteile des Piloten nachgewiesen, es fehlen allerdings alle nachvollziehbaren Lokalisationsdokumente im Aufschlagfeld aus den Ermittlungen.
- Die insgesamt sieben Einstellungen der Flughöhe in der im Flugschreiber dokumentierten kurzen Zeit, die Präzision und Synchronisierung mit der DFDR sind höchst unwahrscheinlich menschliche Aktionen, zwei der Änderungen von 100 auf 21000 und von 100 auf 25000 Fuß seien entsprechend menschlichen Faktoren laut Hradeckys Behauptungen für Menschen überhaupt nicht durchführbar und legen daher einen technischen Defekt nahe.[37]

Konsequenz: Ein technischer Defekt wäre möglich und konnte experimentell nachvollzogen werden. Der Düsseldorfer Staatsanwalt hat die von ihm vorgelegte Selbstmord-These aus den medizinischen Daten des Copiloten ohne Hinzuziehung ärztlicher bzw. psychiatrischer Gutachter erhoben, wie er selbst mehrfach öffentlich betonte.
Im Rahmen der Ermittlungen zur Katastrophe der Germanwings‑Maschine 4U 9525 wurden in Lubitz’ Wohnung zerrissene, aktuell gültige Krankschreibungen gefunden. Die Düsseldorfer Staatsanwaltschaft bewertete dies als Versuch, eine aktive Arbeitsunfähigkeit gegenüber dem Arbeitgeber zu verschleiern. Formal ergibt sich aus § 5 Abs. 2 AU‑RL lediglich die Verpflichtung zur Neuausstellung einer AU bei geänderter Prognose.

### Rezeption zu Hradeckys Unfallanalyse Germanwings-Flug 9525
Unter dem Titel „Germanwings – Was geschah an Bord von Flug 9525?“ veröffentlichte Sky zum zehnten Jahrestag des Absturzes eine Dokumentation, die die wesentlichen Kritikpunkte von Hradecky an dem Abschlussbericht der BEA, aber auch zu den Ermittlungen in Frankreich und Deutschland kritisch beleuchtet. Es kamen hier auch Tim van Beveren, Luftfahrt-Journalist Andreas Spaeth und Opferanwalt Elmar Giemulla zu Wort.
Die kritische Analyse des Unfallgeschehens von Germanwings 9525 in seinem Buch Der Absturz des Germanwings A320 Flug 4U9525. und mit der Sky-Dokumentation führte um den 10. Jahrestag des Absturzes im Frühjahr 2025 zu kontroversen Einordnungen in der nationalen und internationalen Fach- und Laienpresse: So beschäftigte sich die ZEIT am 6. März 2025 in einem ganzseitigen Feature mit der Sky-Dokumentation, die im Wesentlichen mit Expertise und Material von Hradecky entstand.
Den Artikel in der ZEIT nahm der Merkur aus München zum Anlass, konkret die kritischen Anmerkungen zur Durchführbarkeit der manuellen Höhenverstellung von Aviation Harald den Stimmen von Huber und der Düsseldorfer Staatsanwaltschaft gegenüber zu stellen.
Patrick Huber kritisierte ohne konkrete Namensnennung die skeptische Haltung von Hradecky zu den offiziellen Ermittlungsergebnissen: „Andere hingegen sind überzeugt davon, dass sie es tatsächlich einfach besser wissen als alle anderen Experten, wie offizielle Flugunfallermittler, die den Fall bis ins kleinste Detail untersucht haben“. Im österreichischen Luftfahrtmagazin Austrian Wings führte derselbe Autor Patrick Huber zudem ein ausführliches Interview mit dem Düsseldorfer Staatsanwalt Christoph Kumpa, der auf deutscher Seite die Ermittlungen leitete und wesentliche Anhaltspunkte für die Selbstmordthese beisteuerte, unter anderen medizinische Unterlagen des Copiloten und ein iPad ungeklärter Zuordnung.
Die Welt unterstellte am 28. März 2025 trotz früherer eigener kritischer Berichte der Sky-Dokumentation und Simon Hradecky „perfide“ geschäftliche Interessen und nennt die Analyse eine „dünne Suppe“: „So schlachtet Sky den Massenmord aus“
Im ZDF wurde im Rahmen der Berichte zum 10. Jahrestag eine Dokumentation gezeigt und noch einmal der offizielle Ablauf vorgelegt. In einem Nebensatz wurde angemerkt, „Unstimmigkeiten im Abschlussbericht sollen demnach darauf hindeuten, dass ein technischer Defekt den Absturz ausgelöst habe und Lubitz bewusstlos war.“ Dieser Hinweis auf Hradeckys Arbeit und die Sky-Dokumentation wurde jedoch beim ZDF durch den mit der Ermittlung in Deutschland betrauten Staatsanwalt Kumpa neutralisiert: „Das Ganze wäre nur dann plausibel, wenn beide Ansätze zeitlich zusammen treffen würden, also die Software verursacht den Absturz und gleichzeitig wird der Pilot ohnmächtig.“

## Werke
- Simon Hradecky: Der Absturz des Germanwings A320 Flug 4U9525. novum Verlag, 2025, ISBN 978-3-99130-927-7.